# Eutrichota spinisoides
Eutrichota spinisoides este o specie de muște din genul Eutrichota, familia Anthomyiidae. A fost descrisă pentru prima dată de John Otterbein Snyder în anul 1952. Conform Catalogue of Life specia Eutrichota spinisoides nu are subspecii cunoscute.